# Cambewarra Village
Cambewarra Village – miasto w Australii, w stanie Nowa Południowa Walia.